# 公共情報図書館
公共情報図書館（こうきょうじょうほうとしょかん、仏語 La Bibliothèque publique d'information / BPI）は、フランスの首都パリのポンピドゥー・センター内に所在する情報図書館である。通称はBPI。

## 略歴・概要
フランス第五共和政の第2代大統領で、現代芸術の擁護者でもあるジョルジュ・ポンピドゥーの提唱により着工され、1977年にパリ4区のポンピドゥー・センターの竣工に伴い、開館した。数多くの資料を収集、保存する。閲覧席は2200席ある。
毎年3月にドキュメンタリー映画の映画祭であるシネマ ドゥ リール(Cinéma du réel )が開催される。

## ギャラリー

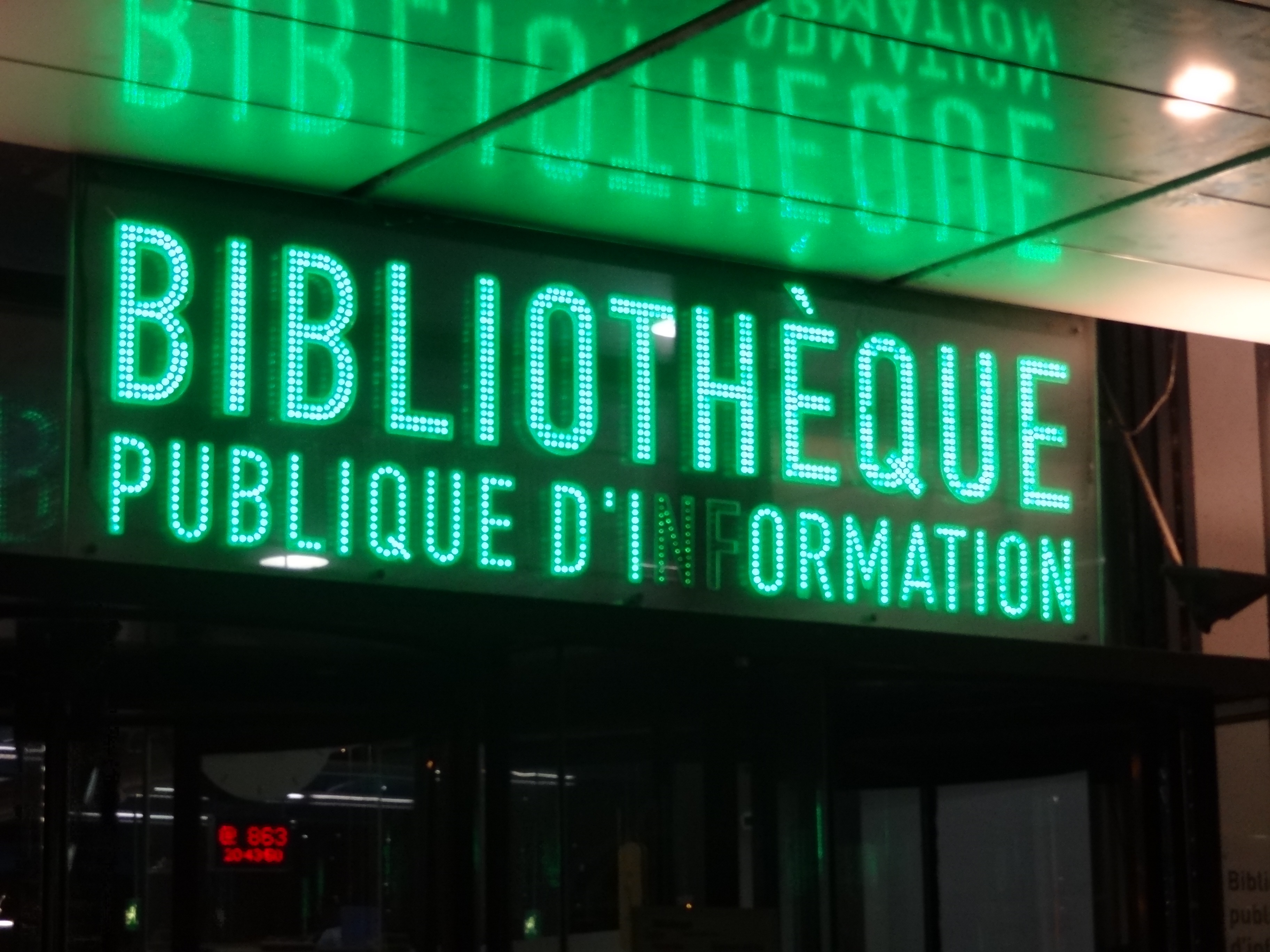
電光掲示板
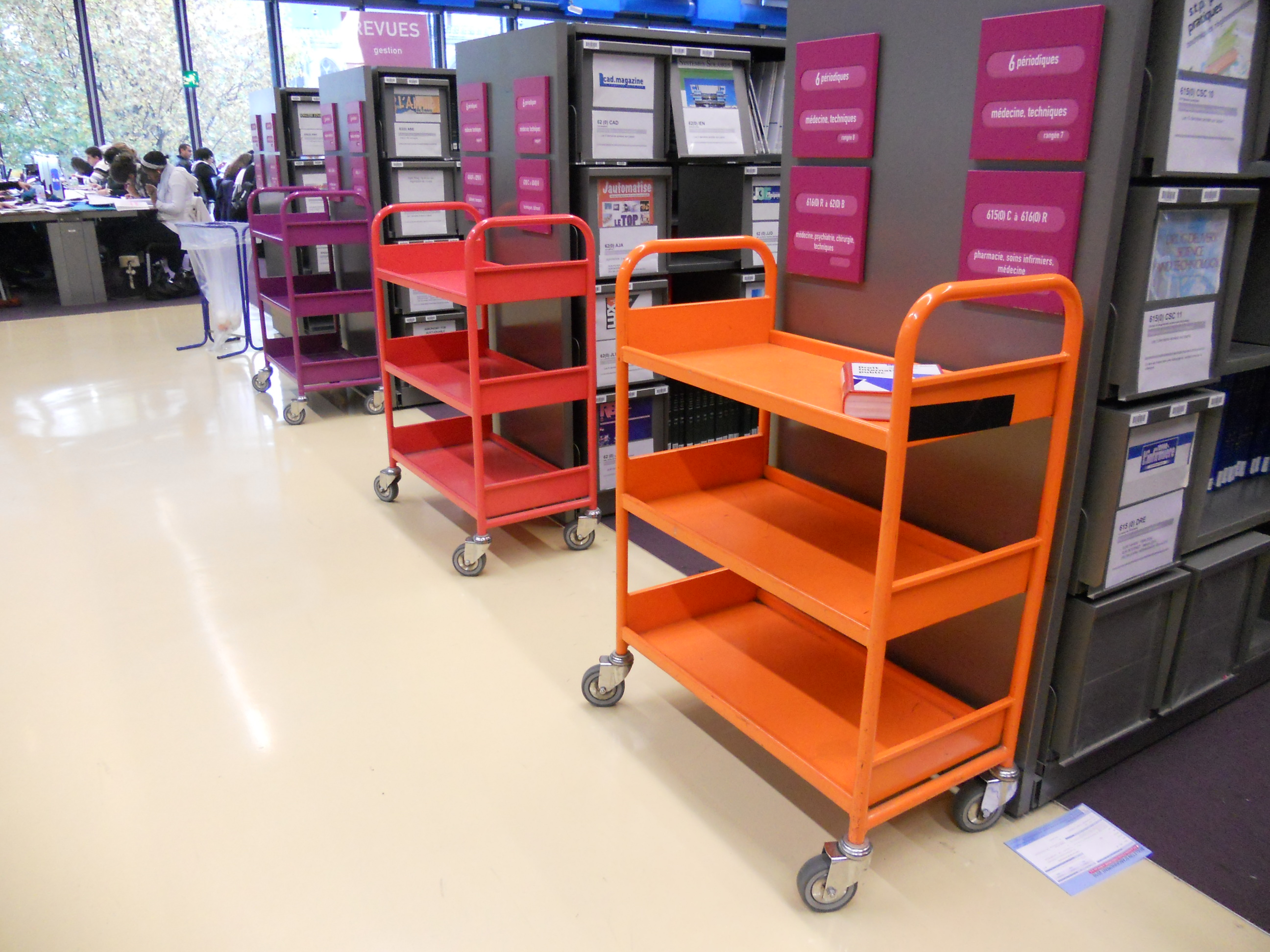
館内の書架
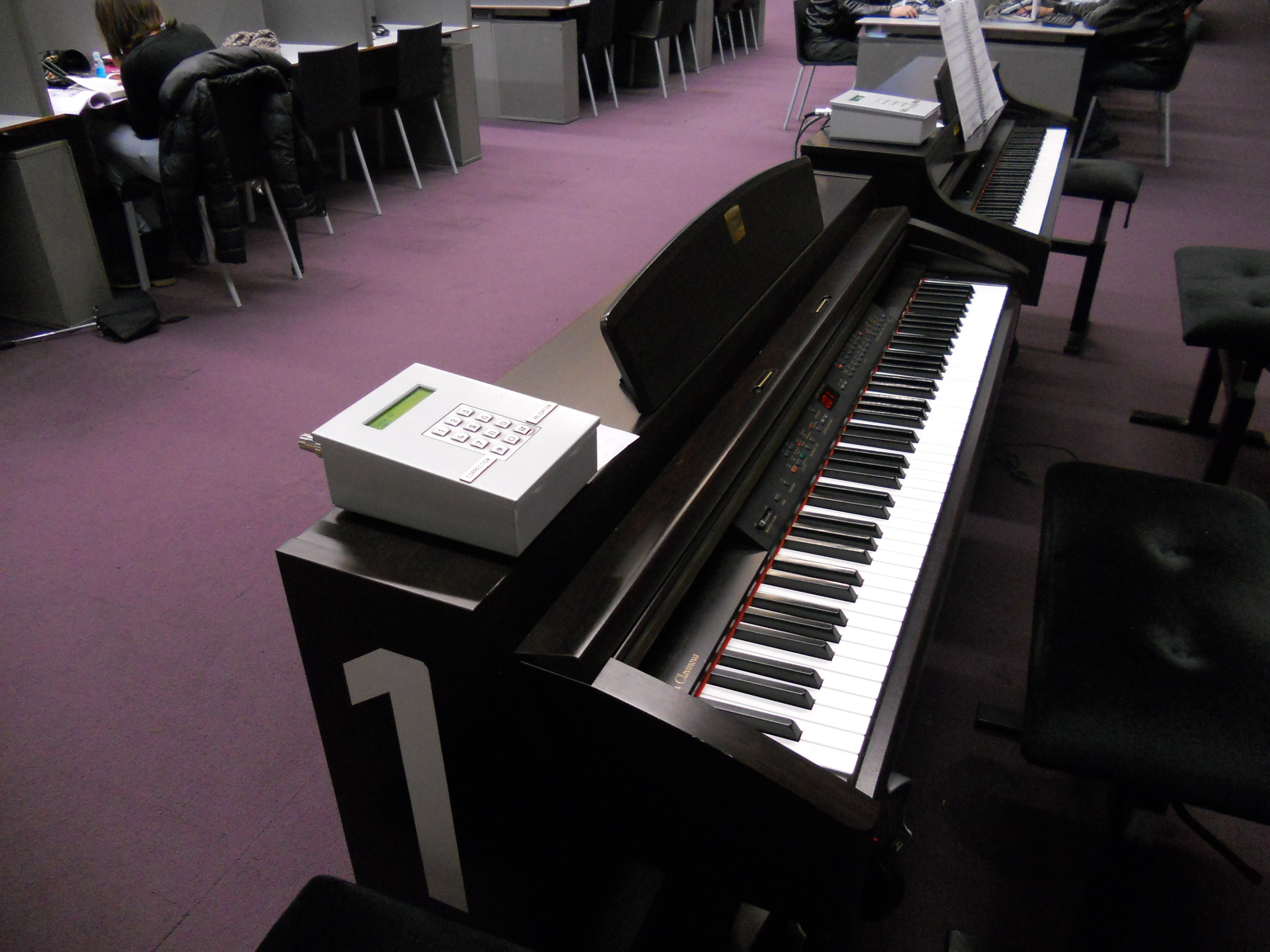
電子鍵盤楽器